# Nizami (Armenia)
Nizami – wieś w Armenii, w prowincji Ararat. W 2011 roku liczyła 1327 mieszkańców.